# Esther Hautzig
Pour les articles homonymes, voir Hautzig.
Esther Hautzig (née Rudomin, le 18 octobre 1930 à Wilno, en Pologne - morte le 1er novembre 2009 au New York Presbyterian Hospital ) est une romancière et nouvelliste juive américaine. 
Issue d’une famille juive de Vilnius qui relevait alors de la juridiction polonaise, elle est arrêtée avec ses parents et sa grand-mère en 1940 par les troupes soviétiques pour être déportée pendant cinq ans en Sibérie, ce qui lui permet paradoxalement d’échapper à l’extermination systématique des Juifs qui emporte le reste de sa famille. La famille émigre en 1947 aux États-Unis où elle se marie avec le pianiste Walter Hautzig, rencontré lors de la traversée, et fait souche. 
Elle a écrit plusieurs livres, dont la majorité traite plus ou moins directement de sa propre enfance. Elle a aussi fait de la traduction, du yiddish vers l'anglais. Son livre le plus célèbre, The Endless Steppe: Growing Up in Siberia, traduit en français sous le titre de La Steppe infinie, a été finaliste au National Book Award et a remporté des prix littéraires américains. 
Ses deux enfants, David et Deborah, écrivent aussi des livres pour enfants.
Les manuscrits d'Esther Hautzig sont déposés à la bibliothèque de l'Université du Mississippi.

## Publications
- A Picture of Grandmother, éd. Farrar Straus Giroux, 2002,
- Remember Who You Are: Stories about Being Jewish, éd. The Jewish Publication Society, 1999,
- Riches, éd. HarperCollins Publishers, 1992,
- On the Air: Behind the Scenes at a T V Newscast, coécrit avec David Hautzig, éd. Simon & Schuster Children's Publishing, 1991,
- Christmas Goodies, éd. Random House Books for Young Readers, 1989,
- Holiday Treats, éd. Simon & Schuster Children's Publishing, 1983,
- A Gift for Mama, éd. Puffin Books, 1981, rééd. 1997,
- Life With Working Parents: Practical Hints For Everyday Situations, éd. MacMillan Publishing Company, 1976,
- The Case Against The Wind, And Other Stories, coécrit avec  I.L. Peretz et Leon Steinmetz, éd.  MacMillan Publishing Company, 1975,
- Let's Make More Presents: Easy and Inexpensive Gifts for Every Occasion, éd. MacMillan Publishing Company, 1973,
- In School: Learning in Four Languages, éd. MacMillan Publishing Company, 1969,
- In The Park: An Excursion in Four Languages,  éd. MacMillan Publishing Company, 1968,
- At Home: A Visit In Four Languages, éd. MacMillan Publishing Company, 1968,
- The Endless Steppe: Growing Up in Siberia, éd.  Harper Collins, 1968, rééd. 1995,
- Let's Make More Presents: Easy and Inexpensive Gifts for Every Occasion, éd. MacMillan Publishing Company, 1962, rééd. 1973,
- Let's Make Presents: One Hundred Gifts for Less Than One Dollar, éd. HarperCollins Children's Books, 1962,